# شکسته (ترانه)
«شکسته» (به انگلیسی: Broken) تک‌آهنگی از سیثر و امی لی است که در سال ۲۰۰۴ میلادی منتشر شد.
این تک‌آهنگ در چارت‌های استرالیا و نیوزیلند، جزو ده ترانه اول قرار گرفت و در چارت اکتیو راک آمریکا به رتبه اول دست یافت.

## چارت‌ها

### چارت‌های هفتگی
| چارت (۲۰۰۴)                                 | Peak position |
| ------------------------------------------- | ------------- |
| استرالیا (ای‌آرآی‌ای)                         | ۳             |
| اتریش (او۳ تاپ ۴۰ اتریش)                    | ۲۶            |
| نیوزیلند (ریکوردد میوزیک ان‌زد)              | ۲             |
| سوئیس (شوایزر هیت‌پاراد)                     | ۲۷            |
| جدول تک‌آهنگ‌های بریتانیا (شرکت آفیشال چارتس) | ۱۰۶           |
| بیلبورد هات ۱۰۰ ایالات متحده                | ۲۰            |
| US Active Rock                              | ۱             |
| US Billboard Hot Mainstream Rock Tracks     | ۹             |
| US Billboard ترانه‌های آلترنتیو              | ۴             |
| US Billboard Top 40 Mainstream              | ۱۰            |
| US Billboard Hot Adult Top 40 Tracks        | ۱۲            |
| US Billboard Adult Contemporary             | ۴۰            |

| Country (provider)                                 | گواهی‌نامه فروش موسیقی ضبط شده (sales thresholds) |
| -------------------------------------------------- | ------------------------------------------------ |
| آکریکا (انجمن صنعت ضبط موسیقی ایالات متحده آمریکا) | گلد                                              |
| استرالیا (انجمن صنعت ضبط استرالیا)                 | پلاتینوم                                         |